# نیام الگار
نیم آلگر یا نیام الگار (انگلیسی: Niamh Algar؛ زادهٔ ۲۸ ژوئن ۱۹۹۲) بازیگر اهل جمهوری ایرلند است.
از فیلم‌ها یا برنامه‌های تلویزیونی که وی در آن نقش داشته‌است می‌توان به بزرگ‌شده توسط گرگ‌ها، کامیون حمل پول و خشم مردانه اشاره کرد.
برای نقش در آرام با اسب‌ها نامزد دریافت جایزه بفتای بهترین بازیگر نقش مکمل زن شد.